# ラ・ビブリオテーク・デ・メルヴェイユ
ラ・ビブリオテーク・デ・メルヴェイユ (仏：La Bibliothèque des merveilles) は、フランスの百科全書的な月刊誌。1864年に設立され、1956年まで刊行された。

## 歴史
「ラ・ビブリオテーク・デ・メルヴェイユ」（不思議な図書館の意味）は、1864年にルイ・アシェットによって設立された人気雑誌で、1863年に発行された暫定的な雑誌「コレクシオン・デ・サヴァン・イリュストレ」（Collection des savants illustres）の跡を引き継ぐ形で登場した。
編集者は本誌の監督をエドゥアール・シャルトンに委任した。 本誌が採り上げる分野は無制限で、18年間にわたりこの小冊子は「無秩序な百科事典」を形成していた。このコレクションは1865年から1956年までに出版された175冊からなっている。 寄稿者にはカミーユ・フラマリオン、ガストン・ティサンディエ、Paul Lacombeなどの、当時最も人気のあった人々が起用された。
これらの作品は一定の成功をおさめ、1860年代から増加してきた人気のある図書館に自然と配架されるようになった。シャルトンは1890年に死去したが、Louis Joubinの著書「Le Fond de la mer – La vie dans les océans」によれば、1912年にアルフォンス・ベルジェが本誌の刊行を引き継いだ。

## 関連紙誌
※発刊順に列記
- ルビュー・アンシクロペディーク
- ル・マガザン・ピトレスク
- エル・ムセオ・ウニベルサル
- ヴォクルグ・スヴェタ
- ラ・ビブリオテーク・デ・メルヴェイユ
- ル・マガザン・デデュセシオン・エ・ドゥ・レクレアシオン
- ル・ジュルナル・ドゥ・ラ・ジュネス
- ラ・スィヤーンス・イリュストレ
- ジュルナル・デ・ヴォヤージュ
- スィヤーンス・エ・ヴォヤージュ